# 羊士諤
羊士谔（？—？），字谏卿，唐朝洛阳（今屬河南）人，官至戶部郎中。

## 生平
唐德宗贞元元年（785年），進士及第，授常州义兴縣尉。貞元九年，任右威卫兵曹参军，入浙东皇甫政幕佐。贞元末年，充任宣歙巡官。唐順宗永贞元年（805年）因妄議王叔文，贬為汀州臨化縣尉。不久福建观察使阎济美奏为大理评事。唐憲宗元和初年，宰相李吉甫擢拔为监察御史，後轉任侍御史、内供奉。元和三年（808年），因与窦群、张仲方誣陷李吉甫事，贬资州刺史，尚未成行，改巴州刺史。元和九年移任資州（今四川資中）刺史，十年移任洋州（今陕西洋县）刺史，十二年轉任睦州（今浙江建德东北）刺史。十四年五月入京任户部郎中。卒年不詳。有《羊士谔诗集》一卷。《全唐诗》存其詩一卷。